# رونالی گومز دوس سانتوس
رونالی گومز دوس سانتوس (به پرتغالی: Ruy Bueno Neto) مدافع اهل برزیل است که در شهر بلو هوریزونته و در تاریخ ۱۱ آوریل ۱۹۷۸ به دنیا آمده‌است.
رونالی گومز دوس سانتوس در تیم‌های فوتبال América-MG سابقهٔ حضور دارد.